# Fotograficzna Grupa Twórcza Kontur
Fotograficzna Grupa Twórcza Kontur – polskie stowarzyszenie fotograficzne utworzone w 2013 roku w Szczecinie.

## Działalność
Celem działalności Fotograficznej Grupy Twórczej Kontur  jest upowszechnianie fotografii, upowszechnianie sztuki fotograficznej oraz propagowanie i rozwijanie twórczości artystycznej członków grupy. Stowarzyszenie swoją aktywnością obejmuje województwo pomorskie oraz miasta Poznań i Zieloną Górę. Miejsce szczególne w twórczości fotograficznej poszczególnych członków grupy zajmuje fotografia architektury, fotografia krajobrazowa, fotografia reportażowa, fotografia uliczna. Pokaźna część twórczości prezentowana jest w postaci diaporam. Stowarzyszenie prowadzi aktywną działalność wystawienniczą swoich członków, w postaci wystaw indywidualnych, zbiorowych, pokonkursowych, poplenerowych. Prace członków FGT Kontur były prezentowane w wielu miastach Polski (m.in. w Białogardzie, Jarosławiu, Kołobrzegu, Rzeszowie, Warszawie, Ustce) oraz w krajach Europy (Niemczech, Rumuni, Serbii, Włoszech).
Członkowie FGT Kontur – Beata Bogusławska, Andrzej Krupiński, Cezary Dubiel, Zbigniew Pryjmak, Zbigniew Suliga zostali przyjęci w poczet członków rzeczywistych Fotoklubu Rzeczypospolitej Polskiej Stowarzyszenia Twórców.
Dwoje członków stowarzyszenia zostało uhonorowanych tytułami Międzynarodowej Federacji Sztuki Fotograficznej FIAP – Cezary Dubiel tytułami: Artiste FIAP (AFIAP), Artiste FIAP/ Audio-Visual (AV-AFIAP), Excellence FIAP (EFIAP), Excellence FIAP Bronze (EFIAP/b), Excellence FIAP Silver (EFIAP/s), Excellence FIAP Gold (EFIAP/g),Excellence FIAP Platinum (EFIAP/p), Excellence FIAP Diamond1 (EFIAP/d1 oraz Elżbieta Waszczuk tytułem Artiste FIAP (AFIAP).
Cezary Dubiel został odznaczony (między innymi) Złotym Medalem „Za Fotograficzną Twórczość” (2013), Brązowym Medalem „Zasłużony Kulturze Gloria Artis”, Medalem „Za Zasługi dla Fotografii Polskiej” (2018) oraz Złotym Medalem „Za Fotograficzną Twórczość” (2020) – odznaczeniem ustanowionym przez Zarząd i przyznawanym przez Kapitułę Fotoklubu Rzeczypospolitej Polskiej Stowarzyszenia Twórców, w odniesieniu do obchodów 25-lecia powstania Fotoklubu RP. Elżbieta Waszczuk została uhonorowana Srebrnym Medalem „Zasłużony dla Fotografii Polskiej” oraz Medalem „Za Zasługi dla Fotografii Polskiej” (2018). Zbigniewa Suligę odznaczono Srebrnym Medalem „Za Fotograficzną Twórczość”, Odznaką honorową „Zasłużony dla Kultury Polskiej” oraz Medalem „Za Zasługi dla Fotografii Polskiej”, w 2018 roku.

## Zarząd
- Cezary Dubiel – prezes Zarządu
- Beata Bogusławska – wiceprezes Zarządu
- Beata Wojtunik – skarbnik
- Andrzej Krupiński – sekretarz
- Agnieszka Żychska – członek Zarządu

## Komisja Rewizyjna
- Ryszard Poprawski – przewodniczący
- Marian Fidos
- Zbigniew Pryjmak

## Sąd Koleżeński
- Zbigniew Suliga – przewodniczący
- Elżbieta Waszczuk
- Kornelia Tumanowicz
- Andrzej Czapiewski

Źródło